# Национални природњачки музеј у Софији
Национални природњачки музеј (НПМ) (буг. Национален природонаучен музей при БАН) је научни институт у Софији и најбогатији природњачки музеј на Балканском полуострву.
Ту се чува и промовише жива и нежива природа у Бугарској и иностранству- преко милион узорака препарираних животиња, биљака и минерала.
Поставка Националног природњачког музеја укључује више од 400 врста сисара, преко 1200 врста птица, велики број водоземаца и гмизаваца, стотине хиљада инсеката и других бескичмењака, као и фосилне узорке (кости, фрагменти костију и цели скелети). Такође су изложене разне врсте минерала и око 1200 узорака хербаријума из флоре Бугарске. Национални природњачки музеј је први и најбогатији природњачки музеј на Балканском полуоству.

## Историја
Национални природњачки музеј је изграђен 1889. године, као Природно-историјски музеј Кнеза Фердинанда. Поставка је отворена за посетиоце 1907. године.
Академик др Иван Буреш, директор музеја од 1914. до 1947, претворио га је у савремени Бугарски центар зоологије и ботанике и најважнији део краљевског природњачког института.
Зграда музеја је уништена 1944. године током савезничког бомбардовања Софије.
Национални природњаки музеј је 1947. издвојен  као независтан институт Бугарске академије наука. У Асеновграду изграђен је Палеонтолошки музеј који чува јединствене колекције фосила сисара. Изграђен је 1995. године на основу збирки локалног наставика биологије Димитра Ковачева, на иницијативу професора Николаја Спасова,

## Активности
Поред специјализованих музејских активности повезаних са обогаћивањем и одржавањем колекција, научноистраживачки посао радника је повезан са савременим међународним и нациналним приоритетима у области истраживања биодиверзитета, геологије, екологије и очување животне средине. Од 1989. музеј издаје часопис „ Historia naturalis bulgarica“.

## Стурктура
До 2007. године музеј укључује следећа одељења:
- Савремени и фосилни сисари
- Савремене и фосилне птице
- Савремени и фосилни водоземци и гмизавци
- Савремене и фосинле рибе
- Инсекти
- Зглавкари
- Фосили бескичмењака
- Биљке и гљиве
- Минерали и камење

Године 2007. је извршено спајање одељења:
- Палеонтологија и минераологија
- Ботаника
- Бескичмењаци
- Кичмењаци

### Директори
- Иван Буреш (1914.-1947.)
- Иван Костов (1974.-1988.)
- Петар Берон (1993.-2005.)
- Алекси Попов (2005.-2011.)

## Изложба
Изложба је распоређена на четири спрата. Први спрат упознаје посетиоца са неживом природом, као и разноликост стена и минерала. У витринама је изложено 450 врста минерала, систематски сложених. Приказане су нове законитости стварања и унутрашња структура кристала, као и очигледна физичка својства минерала. На другом спрату посетиоци се сусрећу са богатствима живе природе. Трећи спрат представља разноврсност савремених сисара. Изложени су једни од последњих чистокрвних бизона који су живели у Европи. Медвед од два метра, са планине Риле, усправљен на задњим ногама је добио златну медаљу за највећег медведа на Међународној локвачкој изложби у Берлину 1937. године. Диораме креирају сцене из живота великих предатора у екваторијалним шумама Америке и Азије.

### Ископине животиња и биљака
Представљена је геолошка историја Земље и еволуција. Приказани су скамењени остаци из различитих геолошких периода. Џиновски амонит, који је изложен у музеју, стар је око 84 милиона година.

### Рибе
У музеју је представљена ихтиофауна и све врсте водоземаца у Бугарској. Изложене су и све основне врсте породице риба које насељавају слатке воде. Диорама представља живот у коралним гребенима Карипског мора.

### Птице
У овом делу изложбе се предсавља егзотична авифауна, односно приказане су препариране велике птице са свих континената. Затим су приказани експонати скоро свих врста савремених птица, укључујући и њихове бугарске представнике. Овај музеј је једино место у Бугарској где може да се види неколико стотина врста птица, укључујући и врсте које су изумрле у бугарској природи и у свету, као брадан, мали ждрал итд. Колекција птица достиже око 12 000 примерака.